# Eyalet de Roum
1398–1864
Entités précédentes :
- Beylicat eretnide

Entités suivantes :
- Vilayet de Sivas
- Vilayet de Trébizonde
- Vilayet d'Ankara

Le pachalik ou eyalet de Roum (turc ottoman : ایالت روم, Eyālet-i Rūm) encore appelé eyalet de Sivas (turc ottoman : ایالت سیواس, Eyālet-i Sīvās) est un eyalet (province) de l'Empire ottoman, dans le nord-est de l'Anatolie, qui a existé de 1398 à 1864. Son territoire fait partie de l'actuelle Turquie.

## Histoire

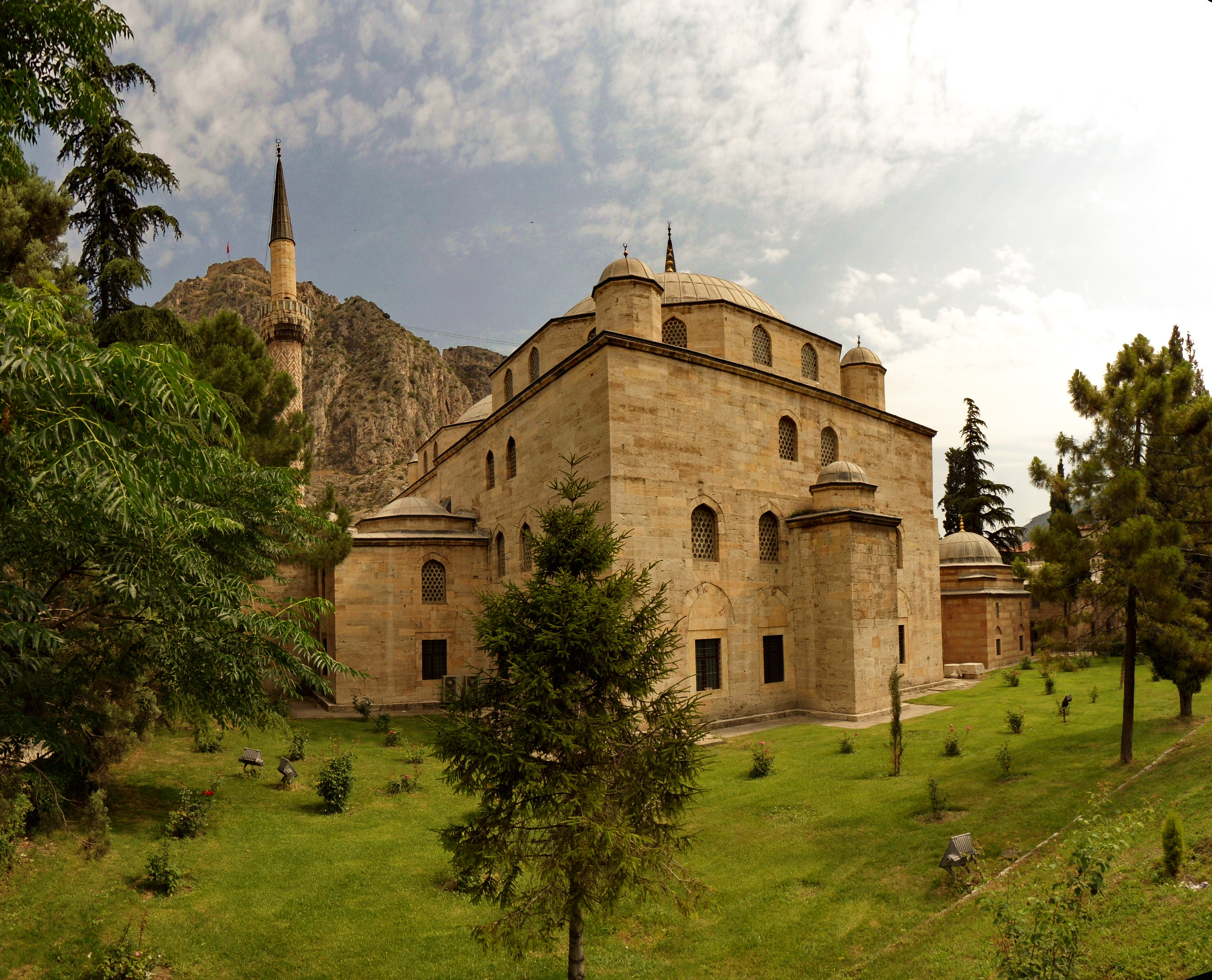
Mosquée de Bajazet II à Amasya, XVe s.

Le beylerbeylik (plus tard eyalet) de Roum (ou Rûm) est une des plus anciennes provinces de l'Empire ottoman. Il doit son nom au pays de Roum, désignant l'empire romain d'Orient (Empire byzantin) dont la partie asiatique devient, avec la conquête turque seldjoukide, le sultanat de Roum. Ce sultanat couvrait une étendue plus vaste que la province ottomane du même nom. Au XIVe siècle, l’État des Ilkhanides (Mongols) éclate en plusieurs principautés (beylicats) dont une, dans l'ancienne Cappadoce, est gouvernée par la lignée des Eretnides. En 1381, le cadi Burhaneddin Ahmed, vizir du dernier Eretnide, s'empare du pouvoir. Tour à tour rival et allié des Ottomans, il est finalement renversé et exécuté en 1398. Le sultan Bajazet Yildirim annexe son domaine et en fait une province ottomane. Sivas (l'ancienne Sébaste) est prise par Tamerlan en 1400 mais redevient ottomane en 1408.
Mékhitar de Sébaste (1676-1749), moine catholique arménien, né à Sivas, migre à Constantinople puis en Morée vénitienne où il fonde l'ordre des mékhitaristes.
En 1864, lors de la réforme administrative qui transforme les eyalets en vilayets, la plus grande partie de la province constitue le vilayet de Sivas.

## Subdivisions
L'eyalet est divisé en plusieurs sandjaks (districts). Au XVIIe siècle, ce sont :
- Sandjak de Sivas (sandjak du pacha)
- Sandjak de Divriği
- Sandjak de Çorum
- Sandjak de Keskin
- Sandjak de Buzuk (Yozgat)
- Sandjak d'Amasya
- Sandjak de Tokat
- Sandjak de Zila
- Sandjak de Janik (Samsun)
- Sandjak d'Arapgir

Au milieu du XIXe siècle, la province ne compte plus que trois livas (en) ou sandjaks :
- Sandjak d'Amasya (avec Çorum)
- Sandjak de Sivas
- Sandjak de Divriği

## Sources et bibliographie
- (en) Cet article est partiellement ou en totalité issu de l’article de Wikipédia en anglais intitulé « Rûm Eyalet » (voir la liste des auteurs) dans sa version du 28 juin 2017.
- Evliya Çelebi, Narrative of Travels in Europe, Asia, and Africa in the Seventeenth Century, Volume 1, p. 91
- Bernard Camille Collas, La Turquie en 1864, Paris, 1864